# Nino Haratischwili
Nino Haratischwili (georgiska: ნინო ხარატიშვილი), född 8 juni 1983 i Tbilisi i Georgien, är en tysk-georgisk författare och teaterdirektör.
Haratischwili växte upp i Tbilisi  där hon gick i en tyskspråkig skola. I början av 1990-talet flyttade hon med sin mor till Tyskland för att undvika turbulensen i hemlandet efter Sovjetunionens sönderfall. Familjen återvände till Georgien efter två år, men Haratischwili reste tillbaka till Tyskland för att gå på teaterskola i Hamburg där hon fortfarande bor. Hon blev teaterdirektör och skrev flera pjäser innan hon debuterade som författare med boken Juja år  2010. Hennes internationella genombrott kom år 2014 med släktkrönikan Det åttonde livet (Till Brilka) (Das achte Leben (Für Brilka)), som utkom på svenska år 2021.
År 2019 tilldelades hon Schiller-Gedächtnispreis för sitt författarskap.